# Instituto de Filosofía (Universidad de Antioquía)
El Instituto de Filosofía es una unidad académica de la Universidad de Antioquia, creada en 1990, mediante Acuerdo Superior 166, como reconocimiento a una tradición de estudios en filosofía que se consolidó en la creación del primer programa de pregrado que data de 1975. Se encuentra ubicado en la Ciudad Universitaria, campus ubicado en la ciudad colombiana  de Medellín. Se dedica a formar profesionales e investigadores a nivel de pregrado y de posgrado en el campo de la filosofía para contribuir al desarrollo humano y social, fundamentándose en la investigación y la extensión por medio de currículos que forman sólidamente en el estudio de los clásicos de la filosofía y los problemas contemporáneos.

## Gobierno
El Instituto es presidido por un Director, representante del Señor Rector en la unidad académica y máxima autoridad ejecutiva. El Director preside el Consejo de Instituto, máxima autoridad académica y asesor del Director en lo administrativo. En segundo lugar se encuentra el Departamento de Formación Académica, en cabeza de un Jefe, que lidera y coordina los procesos de formación. El Jefe, a su vez, actúa como Secretario del Consejo. Al Departamento se encuentran adscritos los profesores.

## Investigación
La investigación constituye la tarea prioritaria del Instituto de Filosofía, de la cual deriva su clasificación de Instituto. Esta prioridad de la investigación se refleja en el alto nivel de formación de sus profesores (96 % con título de doctorado), en la flexibilidad de los currículos para integrarlos con la investigación, de modo que sean capaces de adaptarse al ritmo de la investigación y en la cantidad y calidad de trabajos de grado de pregrado, de investigación de maestría y tesis de doctorado que se realizan cada semestre académico. 

### Grupos de investigación[1]
- Grupo Conocimiento, Filosofía, Ciencia, Historia y Sociedad (Categoría A, MinCiencias, 2022).
- Grupo La Hermenéutica en la Discusión Contemporánea (Interinstitucional con la Universidad Nacional, Categoría A, Minciencias, 2022)
- Grupo de Teoría e Historia del Arte (en asocio con la Facultad de Artes, Categoría A, Minciencias, 2022).
- Grupo de Filosofía Política. (Categoría C, MinCiencias, 2022)
- Grupo de Ética. Reconocido (MinCiencias, 2022)
- Grupo Filosofía y Enseñanza de la Filosofía. (Interinstitucional con la Universidad Pedagógica Nacional)
- Grupo Investigaciones Filosóficas y Sociales sobre el cuerpo (en consolidación).

## Programas académicos de formación
La formación en el Instituto de Filosofía constituye la introducción de los estudiantes, en diferentes niveles, al entrenamiento en la solución de problemas filosóficos mediante el estudio riguroso de la tradición y la interdisciplinariedad.

### Pregrado

#### Filosofía
El programa de Filosofía fue creado en la Sección de Filosofía del Departamento de Humanidades, en la antigua Facultad de Ciencias y Humanidades en 1975, como fruto del trabajo de un grupo de profesores que buscaba un espacio para la formación en la investigación filosófica. El programa de filosofía es el eje en torno al cual se han constituido los estudios filosóficos en la Universidad de Antioquia. Cuenta con Registro Calificado y Acreditación de Alta Calidad por 6 años, concedida por el Ministerio de Educación Nacional en 2019.
Una de las características más notables del programa es su compromiso con la formación en la investigación filosófica, cuya calidad se ha reconocido por la obtención de seis primeros lugares y un segundo lugar en el Concurso Nacional Otto de Greiff. En dicho Concurso, el Instituto compite internamente con el Área de Ciencias Sociales y Humanas y, si el trabajo anual es elegido para representar a la Universidad en el área, compite a nivel nacional.

#### Licenciatura en Filosofía
La Licenciatura en Filosofía nació en 1991 como respuesta del recién creado Instituto de Filosofía ante la necesidad de formar personas idóneas para la formación en filosofía en la educación media. El programa se basa en la idea de que la formación es un problema de la filosofía y, en consecuencia, su elucidación hace parte del quehacer filosófico. Su antecedente inmediato fue el programa de Educación Historia-Filosofía de la Facultad de Educación, cuya admisión fue suspendida con la creación de la Licenciatura en Filosofía. El programa cuenta con Registro Calificado y Acreditación de Alta Calidad por 6 años, concedida por el Ministerio de Educación Nacional en 2023.

#### Licenciatura en Filosofía - El Carmen de Viboral
Fue creado en 2009, para iniciar labores en 2010, como vinculación del Instituto con los problemas culturales que se han venido desarrollando de manera considerable en el Oriente Antioqueño y, de manera particular, en los municipios del El Carmen de Viboral, Rionegro y Marinilla.

#### Licenciatura en Filosofía - Caucasia
Inició sus labores en 2011 y sus énfasis en Filosofía Política, Ética y Estética articulan un programa que pretende contribuir al desarrollo humano, social y cultural de la región del Bajo Cauca antioqueño, una región de particular sensibilidad al conflicto armado en Colombia.

### Posgrado

#### Maestría en Filosofía
Fue creada mediante Acuerdo Superior 140 del 25 de mayo de 1990. Su propósito es la formación avanzada de investigadores con capacidad de plantear y resolver problemas filosóficos. Se ofrece bajo la modalidad de cohortes, de acuerdo con las dinámicas de los grupos de investigación que la respaldan y articulan sus actividades a la formación en diferentes niveles.

#### Doctorado en Filosofía
El Doctorado en Filosofía, primer programa de doctorado de la Universidad de Antioquia, fue creado por Acuerdo Superior 141 del 25 de mayo de 1990, como consolidación de la tradición investigativa del recién creado Instituto. En 2005 recibió Premio a la Calidad de la Asociación Universitaria Iberoamericana de Posgrado AUIP.

## Publicaciones

### RevistaEstudios de Filosofía
La revista fue fundada por los profesores José Jairo Alarcón Arteaga y Jorge Antonio Mejía Escobar en 1990, como órgano de difusión del entonces Departamento de Filosofía de la Facultad de Humanidades. A lo largo de sus 68 números a 2023, las páginas de la revista han servido como escenario para la construcción del diálogo filosófico nacional e internacional. Actualmente se encuentra en la categoría C del Índice Nacional de Publicaciones Científicas -Publindex- del Ministerio de Ciencia, Tecnología e Innovación.